# Platyscapa binghami
Platyscapa binghami är en stekelart som beskrevs av Wiebes 1980. Platyscapa binghami ingår i släktet Platyscapa och familjen fikonsteklar.
Artens utbredningsområde är Zambia. Inga underarter finns listade i Catalogue of Life.